# Amine El Bourkadi
Amine El Bourkadi, né le 22 février 1985, est un footballeur international marocain évoluant au poste de gardien de but au Maghreb de Fès.

## Biographie
Pur produit du centre du Maghreb de Fès, El Bourkadi a profité de la CAN juniors 2005 au Bénin et de la Coupe du monde des moins de 20 ans 2005 aux Pays-Bas pour devenir l'un des gardiens les plus talentueux au Maroc.
En 2007, le Raja de Casablanca le recrute.

## Palmarès
4e de la Coupe du monde U20 en 2005.
Vainqueur de la Botola Pro en 2009.
Vainqueur de la Coupe du Trône en 2015 avec l olympique club de khouribga(ock)
.